# 日本アルプスサラダ街道
日本アルプスサラダ街道、サラダ街道は長野県松本地域西部にある観光道路。野菜や果物栽培が盛んな市町村を結んでいる。
1988年より取り組みが始まり、大規模なハード事業による観光開発をしないで、日常の農村を味わってもらうことが趣旨となっていた。日本アルプスサラダ街道協議会主催で街道ウォークなどのイベントが行われていた。
2018年4月時点で日本アルプスサラダ街道協議会の公式サイトは消滅しており、公式サイトで使用していたドメインも無関係の会社が取得している。

## 概要
- 距離：31.5km
- 起点：長野県塩尻市（サラダ街道口交差点＝国道19号交点）
- 終点：長野県安曇野市（楡交差点＝安曇野市道（安曇広域農道）交点）
- 道路指定：塩尻市道、長野県道293号上今井洗馬停車場線、長野県道292号御馬越塩尻停車場線、長野県道291号新田松本線、長野県道25号塩尻鍋割穂高線、松本市道、長野県道25号塩尻鍋割穂高線、安曇野市道[1]

## 沿線
指定されている区間は直線ではなく、幾度も曲がっている。また、車線のない区間もあるので、走行・歩行には注意を要する。
塩尻エリア（塩尻市)
特産のぶどうによるワイン醸造が盛んで、ワイナリーも数箇所ある。洗馬地区ではレタスなどの高原野菜も多く栽培されている。起点の周辺は住宅のある地域や工業団地などが多く、奈良井川以西は農村風景となる。
朝日エリア（朝日村)
ジャガイモとそばの栽培が盛ん。農村風景が続いていく。
山形エリア（山形村)
長いも栽培が盛ん。唐沢地区の唐沢そばが有名。畑の中を郊外型店や公共施設、住宅が立地している。
波田エリア（松本市波田)
平成の大合併で松本市に編入された旧波田町地区。下原スイカで有名。恋人の丘サラダマーケットで新鮮な野菜を購入できる。住宅地を抜け、波田市街地へ出る。
梓川エリア（松本市梓川)
平成の大合併で松本市に編入された旧梓川村地区。りんご栽培が盛ん。水田やりんご畑の中を経由する。
安曇野エリア（安曇野市)
りんご畑の中を経由する。